# محسن سليمان
محسن سليمان كاتب في مجالات القصة والمسرح والسينما وهو عضو مجلس الإدارة في اتحاد كتاب وأدباء الإمارات.
نشرت له صحف ومجلات محلية وخليجيه مجموعه من الخواطر والقصص القصيرة والمقالات الاجتماعية منذ عام 1998، وحاصل على شهادة الباكالوريوس في الإعلام عام 2013.

## إصداراته[2]
1. (خلف الستائر المعلّقه) قصص عن دائرة الثقافة والإعلام بالشارقه 2004.
2. (خلف الستائر المعلّقة) قصص طبعة ثانية عن دار فضاءات 2012 الأردن.
3. (خلف الستائر المعلّقة) قصص طبعة ثالثة دار الهدهد 2014 .
4. (كائن كالظل) قصص عن دار مدارك 2014.
5. (جونو) مسرحية عن دائرة الثقافة والإعلام بالشارقة 2010.
6. (لعبة البداية) مسرحية عن وزارة الثقافة والشباب وتنمية المجتمع 2013.
7. (ريا وسكينه) مسرحية عن دائرة الثقافة والاعلام بالشارقة 2014.

## مشاركاته
شارك في أمسيات قصصية في مختلف أنحاء دولة الإمارات العربية المتحدة وخارجها إضافة إلى ملتقيات وندوات ومؤتمرات عديدة منها:
1. ملتقى القصة القصيرة (الأصوات الجديدة) 2004.
2. مثل دولة الإمارات العربية المتحدة في ملتقى الفن والأدب الأول في الإمارات عام2004 .
3. مثل دولة الإمارات العربية المتحدة في ملتقى الفن والأدب الثاني في سلطنة عمان ولاية صحار يوليو 2006.
4. مثل دولة الإمارات العربية في الملتقى العربي للشعر والقصة القصيرة بمهرجان خريف صلاله في أغسطس 2006.
5. مثل دولة الإمارات العربية في الملتقى الفكري الأول لشباب دول مجلس التعاون وقدم ورقة بحث بعنوان (الشباب وتحديات التكنولوجيا) 2007.
6. مثل دولة الإمارات العربية في ملتقى الشباب العربي في مجال القصة القصيرة بالاسكندريه 2008.
7. القافلة الثقافية بالشارقة (خور فكان/كلباء/وادي الحلو) 2008.
8. شارك في امسية قصصية في الإسكندرية في جمهورية مصر العربية في سبتمبر 2008 بدعوة شخصية من قصر التذوق الفني بالاسكندريه.
9. ندوة جائزة البوكر السنويه في ابوظبي23-31/10/2011 وانجاز فصل من رواية.
10. الملتقى الثاني للابداع الأردني الفلسطيني المصاحب لمعرض عمّان الدولي/الأردن 9-12/9/2012.
11. الملتقى الادبي المغربي/الإماراتي حول السرد في الإمارات في الفترة بين 4-5/4/2014 بمحافظة تطوان بالمغرب.
12. كما شارك في لقاءات تلفزيونه داخل دولة الإمارات العربية المتحدة وخارجها منها لقاء أدبي ثقافي في برنامج (شارع الكلام) على قناة النيل الثقافية في مصر وذلك بدعوة شخصيه من القناة أذيع على الهواء مباشره في 5/أغسطس /2009.
13. كما دعي لحضور فعاليات مهرجان مسرح (اوال) في البحرين 5-11/فبراير/2013.

## نصوص من تأليفه عرضت
عرضت له نصوص إعلانية ومسرحية إضافة إلى السيناريو ومنها:
1. نص إعلاني (ادم وحوا) عرض في تلفزيون ابوظبي 2007.
2. مسرحية (الساحرمرجان) لمسرح ابوظبي في مهرجان مسرح الطفل بالشارقه2007.
3. مسرحية (شبابيك) لفرقة المسرح الحديث في مهرجان مسرح الشباب 2009.
4. مسرحية (ريا وسكينه) لفرقة مسرح خورفكان في أيام الشارقة المسرحية مارس 2010.
5. مسرحية (لعبة البداية) لفرقة مسرح جلجامش في البحرين يوم 7-2-2013.
6. كتابة سيناريو وحوار مسلسل الأطفال (اولاد وبنات)عرض على قناة سما دبي في رمضان 2012 .

## الانجازات والجوائز
حاصل على جوائز عديدة منها:
1. الجائزة التشجيعية عن قصة (ليلام)في مسابقة غانم غباش للقصة القصيرة 2004
2. المركز الثالث مناصفة عن مجموعة (خلف الستائر المعلّقة)جائزة الشارقة للابداع العربي 2004
3. المركز الثاني على مستوى جامعة الدول العربية في ملتقى الشباب العربي بالا سكندريه عن قصة (جونو)يولو 2008.
4. مسابقة الشارقة للتأليف المسرحي عن نص مسرحية (جونو) مايو 2009.
5. المركز الأول على مستوى دولة الإمارات في مسابقة جمعية المسرحيين عن نص مسرحيه (ريا وسكينه) يناير 2010.
6. المركز الثالث في مسابقة السيناريو للأفلام الاماراتيه القصيرة في مهرجان الخليج السينمائي عن سيناريو (فيلم هندي)يناير2010.
7. المركز الثاني في مسابقة الشارقة للتاليف المسرحي عن نص مسرحية (لعبة البداية)2011.
8. جائزة جمعة الفيروز للقصة القصيرة عن قصة (نسمة من الشمال) الشارقة 2012.